# مقاطعة نوت (كنتاكي)
مقاطعة نوت (بالإنجليزية: Knott County)‏ هي إحدى المقاطعات في ولاية كنتاكي في الولايات المتحدة الأمريكية.

## أعلام
- روبرت إل. بيلي